# Itaporanga d'Ajuda
Itaporanga d'Ajuda là một đô thị thuộc bang Sergipe, Brasil. Đô thị này có diện tích 757,28 km², dân số năm 2007 là 28122 người, mật độ 37,14 người/km².